# Highway 61 Revisited
Highway 61 Revisited è il sesto album discografico di Bob Dylan, pubblicato nell'agosto del 1965.
Secondo album e cuore della cosiddetta "trilogia elettrica" (iniziata con Bringing It All Back Home e conclusa con Blonde On Blonde), è universalmente considerato uno dei migliori lavori di Dylan, nonché una fondamentale pietra miliare della musica contemporanea. È al 18º posto della classifica dei 500 migliori album di tutti i tempi della rivista Rolling Stone. La canzone di apertura dell'album, Like a Rolling Stone (che alcuni ipotizzano scritta pensando a Edie Sedgwick, musa di Andy Warhol e amica di Dylan), riscosse un enorme successo tanto da essere collocata dalla rivista Rolling Stone al 1º posto della sua classifica delle 500 migliori canzoni di tutti i tempi.

## Descrizione
Fu inciso in sei giorni nell'estate del 1965 e pubblicato nell'agosto dello stesso anno. Il titolo deriva dalla Highway 61, una strada americana che va dal Minnesota (stato di nascita di Dylan) fino alla foce del fiume Mississippi. Mike Bloomfield, collaborò come chitarrista nei blues From a Buick 6 e Tombstone Blues, mentre la lunga canzone conclusiva (undici minuti), Desolation Row, è integralmente acustica. La sirena che apre invece il pezzo che dà il titolo all'album fu un'idea del tastierista Al Kooper.
Durante il 1964 e il 1965, Dylan era intento a scrivere un libro, Tarantula, che non sarebbe stato pubblicato fino al 1971; un brano del libro diventò la base per una nuova canzone. Così Dylan si espresse nel 1966, «Mi ritrovai a scrivere questa canzone, questa storia, questa lunga vomitata di venti pagine circa, e da essa ne trassi Like A Rolling Stone... Dopo averla scritta, non ero più interessato a scrivere un libro, o una commedia».

## Registrazione
Quando Dylan si sentì pronto per registrare, lui e il produttore discografico Tom Wilson misero insieme una band. Alla chitarra solista, Dylan reclutò una sua vecchia conoscenza, Michael Bloomfield, che già si era incontrato con Dylan in alcune occasioni e aveva anche suonato con lui durante una jam session a Chicago nell'aprile del 1963. Nel 1965, era diventato il chitarrista principale della Paul Butterfield Blues Band, una band di rock-blues. Dylan contattò Bloomfield e lo invitò nella sua residenza di Woodstock per parlare delle nuove canzoni che aveva in mente di registrare.
Alcuni giorni dopo, il 15 giugno, Dylan tenne una sessione di registrazione allo Studio A della Columbia a New York. In aggiunta a Bloomfield, Dylan e Wilson reclutarono anche il pianista Frank Owens, il bassista Russ Savakus, e il batterista Bobby Gregg. Inoltre era presente alle session anche Al Kooper, un giovane chitarrista invitato da Wilson ad assistere alle prove, ma che insisteva per suonare la chitarra con Dylan.
Dylan e la sua band registrarono tre canzoni: una nuova composizione intitolata Phantom Engineer (in seguito ri-registrata e pubblicata come It Takes a Lot to Laugh, It Takes a Train to Cry), un brano ripescato dalle session per l'album Bringing It All Back Home intitolato Sitting on a Barbed Wire Fence e Like a Rolling Stone. Dopo diverse false partenze, Dylan decise di usare sia il pianoforte che l'organo in Like a Rolling Stone. Kooper, impaziente di partecipare alle sedute, colse la palla al balzo dichiarando di avere in mente una "grande parte d'organo" per il brano in questione e si accomodò all'organo Hammond dello studio.
Tutti i brani registrati il 15 giugno vennero in seguito scartati, ma posero le fondamenta per le successive sedute di registrazione. Dylan e il gruppo ritornarono nello Studio A il giorno seguente. L'intera seduta fu dedicata a Like a Rolling Stone con Kooper intento a suonare all'organo un suo riff ideato a posta per il brano. La quarta esecuzione venne infine giudicata la migliore, ma Dylan volle comunque registrare altre undici versioni della canzone prima di convincersi definitivamente.
Sebbene fosse stata ideata per essere pubblicata come singolo, Dylan alla fine decise di includere Like a Rolling Stone nell'album. A corto di nuovo materiale, Dylan passò un mese nella sua nuova casa a Byrdcliffe, sopra New York, a scrivere nuove canzoni.
Quattro giorni dopo il Newport Folk Festival, il 29 luglio 1965, Dylan ritornò nello Studio A e riprese la lavorazione per il suo prossimo disco. Inaspettatamente, Tom Wilson, il precedente produttore delle passate session, non si presentò in studio e venne rimpiazzato da Bob Johnston, produttore della Columbia Records. La prima seduta di registrazione con il nuovo produttore si focalizzò su tre canzoni. Dopo diversi tentativi e sperimentazioni varie, vennero registrate le versioni definitive di Tombstone Blues, It Takes a Lot to Laugh, e Positively 4th Street; le prime due finiranno sul nuovo album in lavorazione, mentre l'ultima venne pubblicata come singolo. Il giorno seguente, Dylan registrò altri due brani. From a Buick 6, e Can You Please Crawl Out Your Window?, della quale non era però soddisfatto, e che accantonò momentaneamente. Durante i successivi due giorni, Dylan si impegnò a scrivere gli arrangiamenti per le restanti sei canzoni da includere nel nuovo disco. L'ultima seduta di registrazione si tenne il 4 agosto ancora nello Studio A. Gran parte del tempo fu speso per completare Desolation Row, che si era rivelata molto complicata da portare a termine. Alla fine venne registrata con sole due chitarre acustiche, scartando tutti gli arrangiamenti precedentemente provati. Secondo Johnston e Kooper, il chitarrista Charlie McCoy fu fatto venire appositamente da Nashville per duettare con Dylan sulla canzone.
Su Ballad of a Thin Man nel 1986 Dylan disse che la canzone fu scritta "in risposta a quelle persone che facevano domande di continuo...". Il testo del brano è indirizzato ad un certo "Mr. Jones", prototipo del borghese medio dalla mentalità ottusa e conservatrice, spaventato e sbigottito da tutto ciò che di nuovo gli capita intorno. Nonostante la mai esplicita ammissione da parte di Dylan sul fatto che il "Mr. Jones" della canzone fosse una persona reale, diversi individui sono stati identificati con il soggetto del brano e come possibile ispirazione dello stesso. Il più citato è un certo Jeffrey Jones, giornalista del The Village Voice, che cercò di intervistare Dylan al Newport festival del 1965.

## Accoglienza
| Recensione           | Giudizio |
| -------------------- | -------- |
| AllMusic             |          |
| Entertainment Weekly | A+       |
| Ondarock             | 9/10     |
| Piero Scaruffi       | 8/10     |
| Rolling Stone        |          |
| Sputnikmusic         |          |

Ormai ritenuto un classico, diversi anni dopo la pubblicazione dell'album, il noto critico musicale Dave Marsh scrisse che Highway 61 Revisited è uno dei migliori dischi di Bob Dylan, e uno dei più grandi album della storia del rock & roll. Nel 1995 Highway 61 Revisited fu nominato il quinto disco migliore di sempre in un sondaggio condotto dalla rivista Mojo. Nel 1998 i lettori della rivista Q lo votarono alla posizione numero 57 nella classifica dei più grandi album di sempre; nel 2001 il network TV VH1 lo piazzò alla posizione numero 22 della stessa classifica. Inoltre nel 2003, Rolling Stone mise Highway 61 Revisited al quarto posto nella sua lista dei 500 migliori album di tutti i tempi. Infine, la lista di Rolling Stone delle 500 migliori canzoni di sempre vede i brani Highway 61 Revisited, Desolation Row e Like a Rolling Stone rispettivamente posizionati alle posizioni numero 364, 185 e 1.

## Tracce
Testi e musiche di Bob Dylan.
1. Like a Rolling Stone – 6:13
2. Tombstone Blues – 6:01
3. It Takes a Lot to Laugh, It Takes a Train to Cry – 4:09
4. From a Buick 6 – 3:19
5. Ballad of a Thin Man – 5:59
6. Queen Jane Approximately – 5:32
7. Highway 61 Revisited – 3:30
8. Just Like Tom Thumb's Blues – 5:32
9. Desolation Row – 11:23

## Formazione
- Bob Dylan – voce, chitarra, armonica, pianoforte, sirena della polizia
- Mike Bloomfield – chitarra
- Al Kooper – organo, pianoforte
- Paul Griffin – pianoforte, organo, piano elettrico
- Charlie McCoy – chitarra
- Harvey Brooks alias Harvey Goldstein – basso
- Bobby Gregg – batteria
- Sam Lay – batteria
- Frank Owens – pianoforte
- Russ Savakus – basso